# يوسف بن أسباط
أبو محمد يوسف بن أسباط بن واصل الشيباني، ( - 195 هـ / 811م)، محدث، اشتهر بالزهد. كان مقامه الصوفي هو العلم والخوف، والتصوف عنده هو "التَّخلي والتحلِّي"، حيث تخلى عن الدنيا وتحلى بالزهد.

## سيرته
اشتهر بالزهد، وهو من سادات المشايخ، له مواعظ وحكم، نزل الثغور مرابطًا. قال المسيب: «سألته عن الزهد، فقال: أن تزهد في الحلال، فأما الحرام، فإن ارتكبته، عذبك.»، وسئل: ما غاية التواضع؟ قال: أن لا تلقى أحدًا إلا رأيت له الفضل عليك. من أقواله: «للصادق ثلاث خصال: الحلاوة، والملاحة، والمهابة.»، ويقول: «خلقت القلوب مساكن للذكر، فصارت مساكن للشهوات، لا يمحو الشهوات إلا خوف مزعج، أو شوق مقلق. الزهد في الرئاسة أشد منه في الدنيا.»، يقول: «إذا رأيت الرجل قد أشر وبطر، فلا تعظه، فليس للعظة فيه موضع، لي أربعون سنة ما حك في صدري شيء إلا تركته.» ويقول: «يجزئ قليل الورع والتواضع من كثير الاجتهاد في العمل.».

## روايته للحديث النبوي
- روى عن: محل بن خليفة، وسفيان الثوري، وزائدة بن قدامة الثقفي.[3][4]
- روى عنه: المسيب بن واضح، وعبد الله بن خبيق.[3]
- الجرح والتعديل: قال البخاري: "دفن كتبه فكان حديثه لا يجيء كما ينبغي"، وقال أبو حاتم الرازي: لا يحتج به، ووثقه يحيى بن معين.[3]